# Denzelle Good
Denzelle Good (* 8. března 1991 Gaffney, Jižní Karolína) je hráč amerického fotbalu nastupující na pozici Offensive tackla za tým Indianapolis Colts v National Football League. Univerzitní fotbal hrál za North Carolina State University a Mars Hill University, poté byl vybrán v sedmém kole Draftu NFL 2015 týmem Indianapolis Colts.

## Univerzita
Good původně navštěvoval a hrál americký fotbal za North Carolina State University, ale po absolvování prvního ročníku byl propuštěn. Následně přestoupil na Mars Hill University, kde působil v letech 2012 až 2014.

## Profesionální kariéra

### Indianapolis Colts
Good byl draftován v sedmém kole Draftu NFL 2015 jako 255. hráč celkově týmem Indianapolis Colts, smlouvu podepsal 6. května. Až do 11. týdne působil jako náhradník, debut absolvoval proti Tampa Bay Buccaneers. Nakonec nastoupil do šesti utkání jako pravý Offensive tackle, z toho čtyřikrát jako startující hráč.